# سفارة سوريا في الكويت
السفارة السورية في الكويت هي البعثة الدبلوماسية الرسمية لتمثيل الجمهورية العربية السورية لدى الكويت، وتقدم الخدمات القنصلية لجميع المواطنين السوريين ومن في حكمهم وهي إحدى البعثات الدبلوماسية الـ64 للجمهورية العربية السورية حول العالم.

## التأسيس
تأسست السفارة السورية في الكويت - بعد إقامة العلاقات الدبلوماسية السورية الكويتية عام 1964 وقد عينت الحكومة السورية سعيد السيد كأول سفير لسورية في الكويت.
وقد جرى أغلاقها في عام 2012 بشكل مؤقت، وأعيد افتتاحها في عام 2014

## قائمة سفراء سورية في الكويت
| السفير          | الفترة        |
| --------------- | ------------- |
| سعيد السيد      | 1964 - 1968   |
|                 |               |
|                 |               |
|                 |               |
|                 |               |
|                 |               |
| علي عبد الكريم  | 2003 - 2009   |
| بسام عبد المجيد | 2009 - 2012   |
| د.غسان عنجريني  | 2015 - 2019   |
| مصطفى ديوب      | 2019- 2023    |
| تميم مدني       | 2023 حتى الآن |

## الخدمات
بالإضافة إلى التمثيل الدبلوماسي والسياسي، تقوم السفارة السورية في الكويت بتقديم الخدمات القنصلية للمواطنين السوريين المقيمين في الكويت مثل:
- جوازات السفر[7]
- الوكالات
- خدمات الأحوال المدنية
- التصديقات
- خدمات التجنيد
- تذاكر المرور للعودة

## روابط خارجية
- الموقع الرسمي للسفارة